# Kaznakhtita
La kaznakhtita és un mineral de la classe dels carbonats que pertany al grup de la hidrotalcita.

## Característiques
La kaznakhtita és un carbonat de fórmula química Ni₆Co₂(CO₃)(OH)16·4H₂O. Va ser aprovada com a espècie vàlida per l'Associació Mineralògica Internacional l'any 2021, sent publicada en el mes de juliol de 2022. Cristal·litza en el sistema trigonal. És l'anàleg de cobalt de la reevesita. És una espècie químicament semblant a la comblainita.
L'exemplar que va servir per a determinar l'espècie, el que es coneix com a material tipus, es troba conservat a les col·leccions del Museu Mineralògic Fersmann, de l'Acadèmia de Ciències de Rússia, a Moscou (Rússia), amb el número de registre: 5727/1.

## Formació i jaciments
Va ser descoberta al massís ultrabàsic de Kaznakhtinskiy, a la localitat de Kyzyl-Uyuk, dins el districte d'Ust-Koksinskiy (República de l'Altai, Rússia). També ha estat descrita a Buksite, a la localitat de Gwacheon (Gyeonggi-do, Corea del Sud). Aquests dos indrets són els únics de tot el planeta on ha estat descrita aquesta espècie mineral.